# Кашина (Загреб)
Кашина је насеље у саставу Града Загреба. Налази се у четврти Сесвете. До територијалне реорганизације у Хрватској налазила се у саставу старе загребачке приградске општине Сесвете.

## Становништво
На попису становништва 2011. године, Кашина је имала 1.548 становника.

## Попис1991.
На попису становништва 1991. године, насељено место Кашина је имало 1.333 становника, следећег националног састава:
| Попис 1991.‍   | Попис 1991.‍  | Попис 1991.‍ | Попис 1991.‍ | Попис 1991.‍ |
| ------------- | ------------ | ----------- | ----------- | ----------- |
|               |              |             |             |             |
| Хрвати        | Хрвати       |             | 1.307       | 98,04%      |
| Срби          | Срби         |             | 4           | 0,30%       |
| Југословени   | Југословени  |             | 2           | 0,15%       |
| Муслимани     | Муслимани    |             | 2           | 0,15%       |
| Мађари        | Мађари       |             | 1           | 0,07%       |
| Македонци     | Македонци    |             | 1           | 0,07%       |
| неопредељени  | неопредељени |             | 1           | 0,07%       |
| регион. опр.  | регион. опр. |             | 1           | 0,07%       |
| непознато     | непознато    |             | 14          | 1,05%       |
| укупно: 1.333 |              |             |             |             |